# Dan Bălteanu
Dan Bălteanu (n. 28 februarie 1943, Turnu Severin, Mehedinți, România) este un geograf român, ales membru titular (2009) al Academiei Române.